# سو كيم
سو كيم (بالإنجليزية: Soo Kim)‏ هي مصورة أمريكية، ولدت في 1969.